# Palsepoel
De Palsepoel is een poel in de Friese gemeente Súdwest-Fryslân ten noordwesten van Heeg bij de buurtschap Lytshuizen. Het meertje is via een kanaal verbonden met de noordwestelijke Schuttelpoel en de zuidelijke Rintjepoel. Aan de noordzijde van de poel ligt een kampeerterrein, genaamd Poelzicht.